# ريان إدواردز (لاعب كرة قدم بريطاني)
ريان إدواردز (بالإنجليزية: Ryan Edwards) (7 أكتوبر 1993 بليفربول في المملكة المتحدة - ) هو لاعب كرة قدم بريطاني في مركز الدفاع. لعب مع بلاكبيرن روفرز ونادي ترانمير روفرز لكرة القدم ونادي تشيسترفيلد ونادي روتشديل ونادي ريدنغ وفليتوود تاون ونادي موركامب.

## وصلات خارجية
- ريان إدواردز على موقع قاعدة بيانات كرة القدم.إي يو (الإنجليزية)
- ريان إدواردز على موقع Soccerbase.com (لاعب) (الإنجليزية)
- ريان إدواردز على موقع Soccerway.com (الإنجليزية)
- ريان إدواردز على موقع عالم كرة القدم.نت (الإنجليزية)